# 計算生物学
計算生物学（けいさんせいぶつがく、英: computational biology）は、生物学の問題の解決やデータ解析に計算機科学、応用数学、統計学の手法を応用する学際研究分野。下記のような生物学の下位領域が含まれる。
バイオインフォマティクス
DNA、RNA、タンパク質配列などから成る大規模なデータセットの調査にアルゴリズムや統計的手法を応用する。具体的な応用例として、配列アラインメント（配列データベース検索や相同配列比較に用いる）、遺伝子発見、遺伝子発現の予測などが挙げられる。計算生物学という用語がバイオインフォマティクスの同義語として用いられることもある。
計算生物モデリング
生物系の計算モデルを構築するバイオサイバネティクスの一分野。
計算ゲノミクス
ゲノミクスの一分野。ゲノム・アセンブリとして知られる大規模なポストプロセシングを通した大量ゲノム配列決定によって細胞や生命体のゲノムを調べる。また、発現した遺伝子をDNAマイクロアレイを用いて統計学的に解析する。
分子モデリング
理論的アプローチや計算的手法を用いて分子の挙動のモデル化および模倣を試みる学問領域。数個の原子から成る低分子から、大きな生体高分子まで広い範囲が対象となる。
システム生物学
インタラクトームと呼ばれる広域的な生物学的相互作用ネットワークをモデル化を目指す学問領域。微分方程式を用いることが多い。
タンパク質構造予測と構造ゲノミクス
実験的に未解決の3次元タンパク質構造の精確な構造モデルの構築を目指す学問領域。
計算生化学と計算生物物理学
タンパク質機能の動力学的、熱力学的性質の解明を目指し、分子動力学法やモンテカルロ法由来のボルツマン・サンプリング法など、シミュレーションや構造モデリングの手法を多用する。